# لوك يوربان
لوك يوربان (بالإنجليزية: Luke Urban)‏ هو لاعب كرة قاعدة أمريكي، ولد في 22 مارس 1898 في فول ريفر في الولايات المتحدة، وتوفي في 7 ديسمبر 1980 في Somerset, Massachusetts ‏ في الولايات المتحدة.

## وصلات خارجية
- لوك يوربان على موقعبيزبول رفرنس.كوم (الدوري الرئيسي) (الإنجليزية)
- لوك يوربان على موقعبيزبول رفرنس.كوم (الدوري الثانوي) (الإنجليزية)
- لوك يوربان على موقع كلية كرة السلة في سبورتس رفرنس.كوم (الإنجليزية)
- لوك يوربان على موقع مرجع كرة القدم المحترفة.كوم (الإنجليزية)